# Штауберт, Александр Егорович
Александр Егорович Штауберт (1780—1843, Санкт-Петербург) — русский архитектор, представитель классицизма, в основном работавший в Санкт-Петербурге.

## Биография
Родился в семье немца — обер офицера русской армии. В 1788—1801 гг. учился в Академии Художеств у А. Д. Захарова. Работал с 1802 года до конца жизни в Инженерном департаменте Военного ведомства. Практическую работу стал выполнять под руководством А. Н. Воронихина, произведя отделку домовой церкви Горного кадетского корпуса.
Первая его крупная работа — Военно-сиротский дом (1806−1809, Московский пр.17).
Николаевское кавалерийское училище построено им в 1822−1825 годах в стиле позднего классицизма (безордерный вариант).
По проекту К. И. Росси им было построено Здание Сената и Синода в 1829−1834 гг.
В 1828−1829 годах он строит здание Морской тюрьмы (наб. Мойки, 103).
Далее он строит из кирпича казармы Московского и Егерского полков. При этом он впервые отказывается от штукатурки, благодаря чему становится новатором в деле создания «кирпичного стиля».

В 1820-х годах он строит в крепости Шлиссельбурга собор Рождества Иоанна Предтечи.

В 1826−1827 он кардинально перестраивает здание Артиллерийского училища, Арсенальная наб.17.
В 1827 — избран Академией художеств почетным вольным общником.
Последним сооружением архитектора явилось здание «Образцового» Николаевского военного госпиталя (1835 −1840, Суворовский пр.63), выполненное в типичном для автора, работавшим преимущественно в интересах военного ведомства, сухом и монотонном, носящим явные признаки казёнщины, стиле позднего классицизма. Штауберт — один из последних мастеров классицизма, строивших по государственным заказам.
Штауберт умер 23 апреля 1843 года и был похоронен на Смоленском православном кладбище в Санкт-Петербурге.

## Работы в Петербурге
- по проекту Воронихина — Церковь преподобного Макария Египетского в Горном институте[2]
- Военно-сиротский дом (Московский просп., 17) — первый крупный проект А. Е. Штауберта, 1806—1809 гг.[3]
- Дом директора Константиновского военного училища (Фонтанки наб., 112) — 1806—1809 гг.[4]

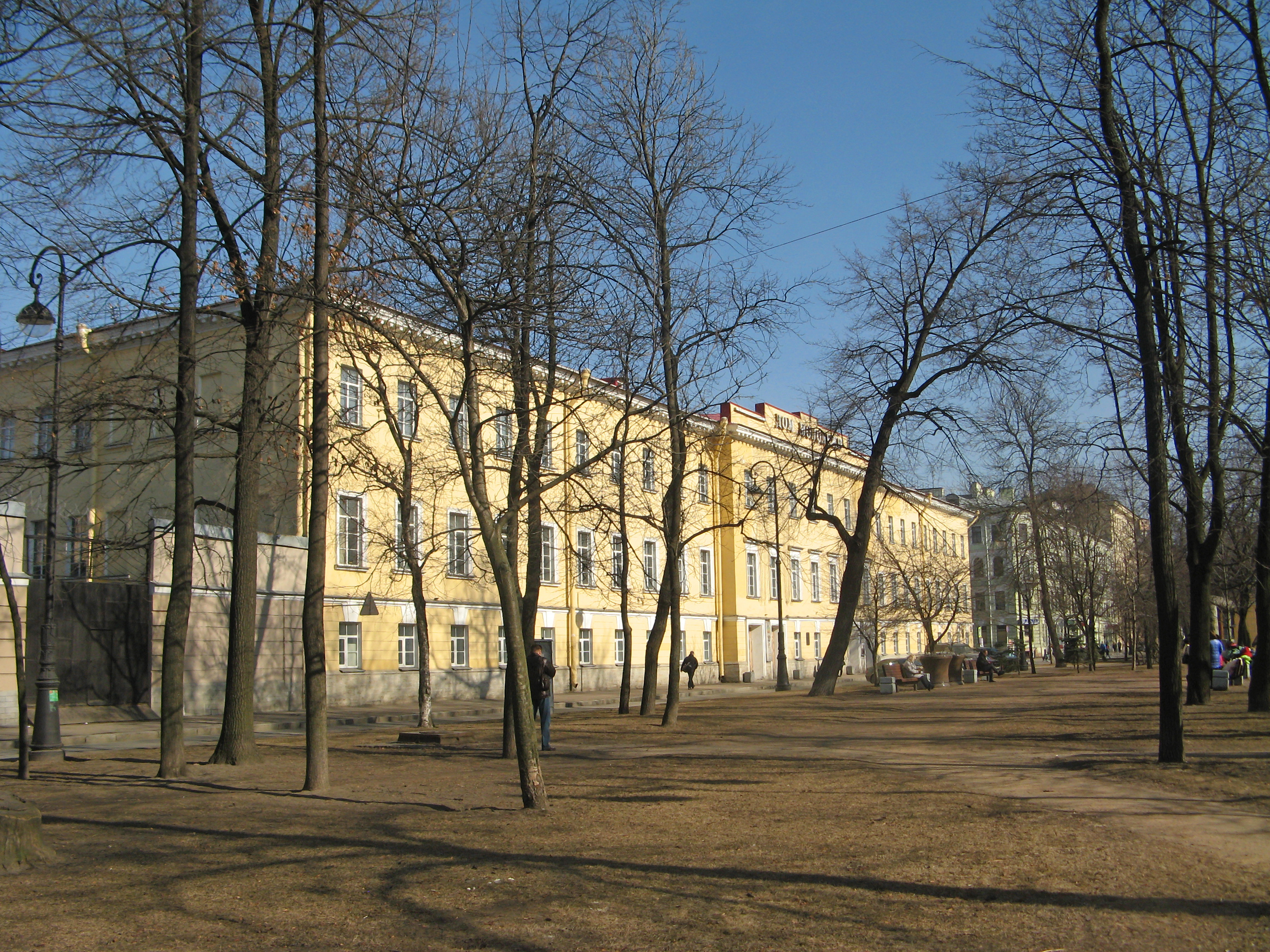
Госпиталь Финляндского полка

- госпиталь лейб-гвардии Финляндского полка (Большой пр. В. О., 65) — 1818-20 гг.[5]
- здание Женской гимназии Петришуле (Малая Конюшенная, 5) — 1819—1820 гг.
- здание Николаевского кавалерийского училища (Лермонтовский пр., 54) — 1822-25 гг.
- Караульный дом в Галерной гавани (Шкиперский проток, 21) — 1825—1826 гг.[6]
- Манеж Школы гвардейских подпрапорщиков (Казанская ул., 37) — 1828 г.[7]
- здание Морской тюрьмы на о. Новая Голландия (наб. р. Мойки, 103) — 1828-29 гг.
- Женское Елизаветинское училище (13-я линия Васильевского острова, 14) — 1827—1828 гг.[8]
- Михайловское артиллерийское училище (Арсенальная набережная, 15) — 1829 г.
- в 1829—1834 гг. по проекту К. И. Росси строил здание Сената и Синода
- казармы лейб-гвардии Егерского полка (Рузовская улица, 14,16,18) — 1830-е гг[9].
- здание Петропавловской больницы (ул. Льва Толстого, 4) — 1832-35 гг.
- комплекс казарм лейб-гвардии Московского полка (Большой Сампсониевский проспект, 59, 61-а, 63) — построен в 1833-36 гг. совместно с архитектором В. И. Беретти.
- казармы Дворянского полка (ул. Красного Курсанта, 21 — Пионерская ул., 28) — 1833-37 гг.[10]
- Николаевский военный госпиталь (Суворовский пр., 63) — 1835-40 гг.[11]

и др.

## Другие работы
- Собор Иоанна Предтечи Рождества в Шлиссельбургской крепости
- Здание Городового госпиталя в г. Гатчина (ул. Киргетова, 1) — 1820—1822 гг.[12]
- Манеж Царицынского полка в Ямбурге (г. Кингисепп, пр. Карла Маркса, 3б) — 1830-38 гг., строитель — архитектор Трендленбург[13].
- проект больницы в Гельсингфорсе — 1830 г.
- проект гостиного двора и кирпичных кольцевых казарм в Бресте — 1835 г.
- проект Арестантской казармы в Омске[14] — 1830-31 гг.
- Александро-Невский собор в г. Бобруйске (Белоруссия)[15]
- Здания присутственных мест и гимназии в Динабурге (ныне Даугавпилс)

и др.

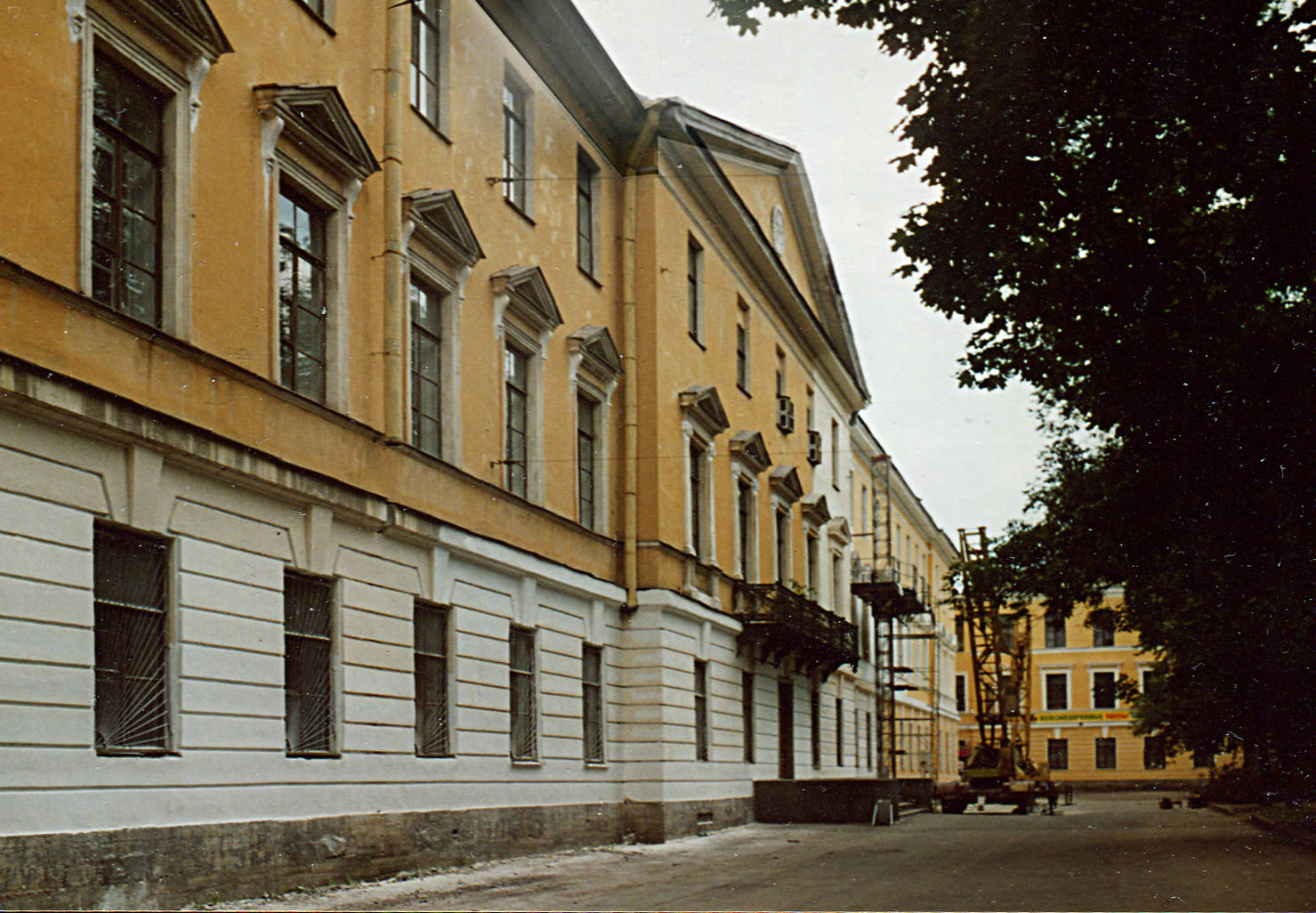
Николаевская кавалерийская школа (Лермонтовский пр.54)
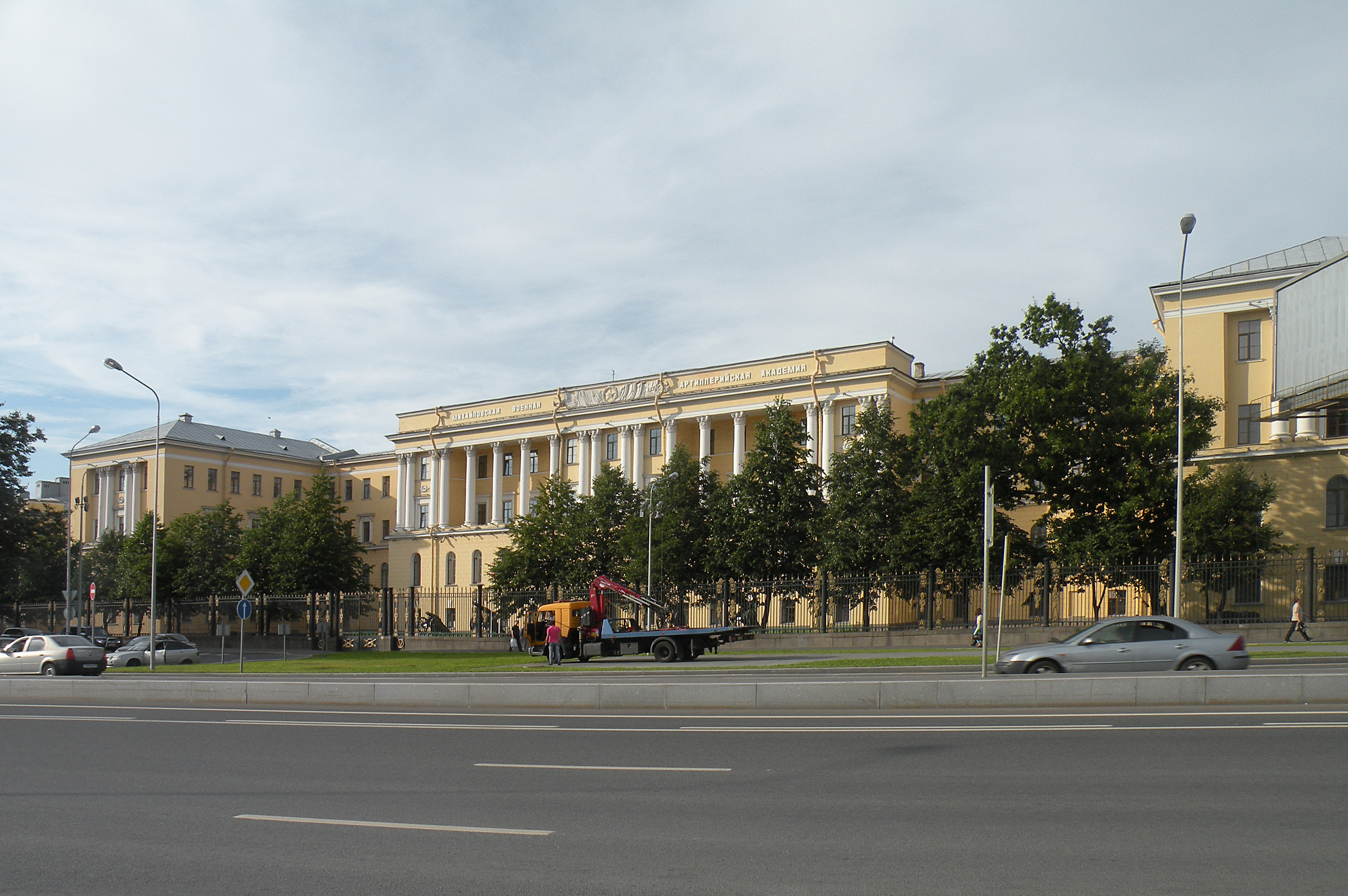
Михайловское артиллерийское училище
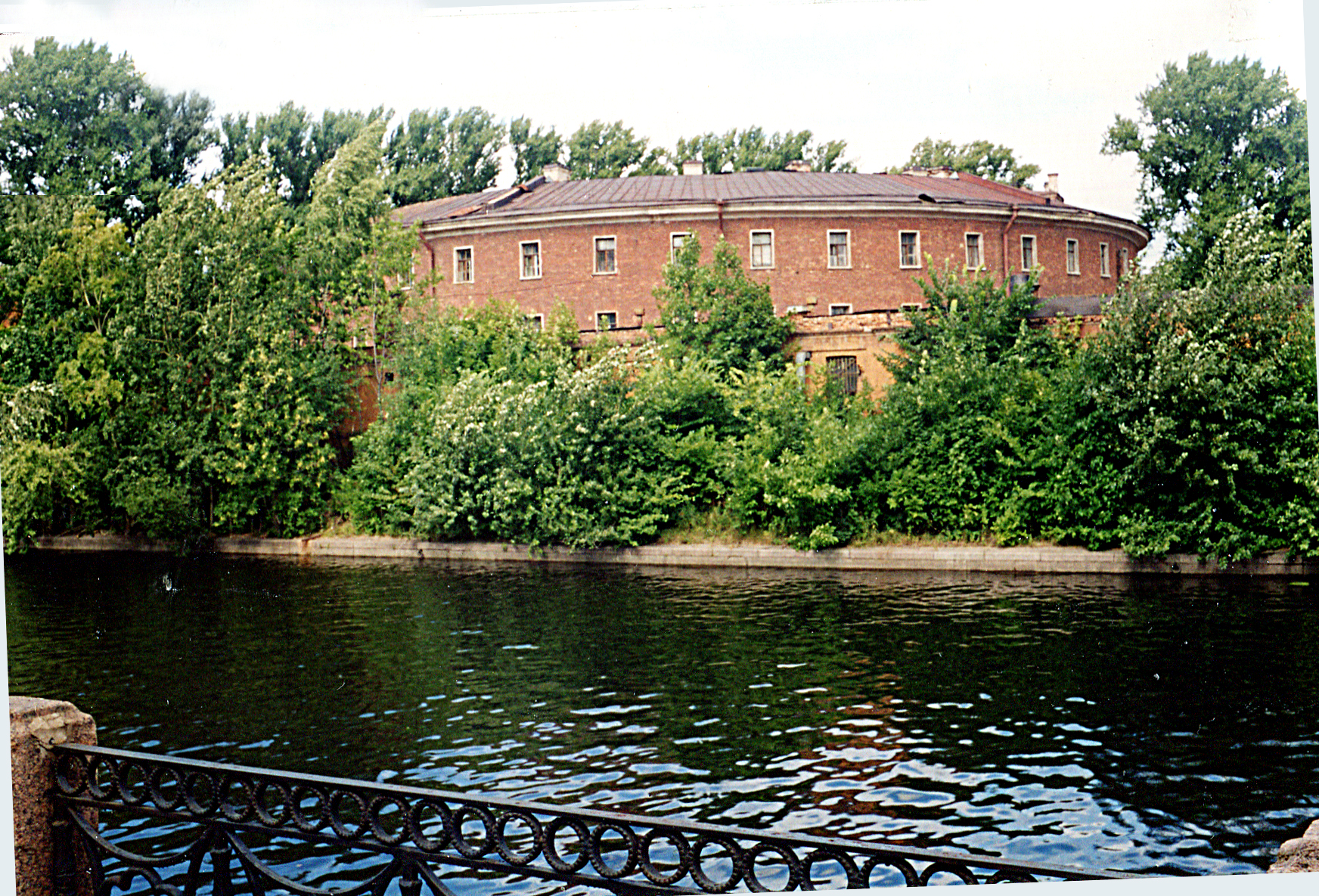
Морская тюрьма в Новой Голландии